# Districte de Massingir
El Districte de Massingir és un districte de Moçambic, situat a la província de Gaza. Té una superfície 5.878 kilòmetres quadrats. En 2007 comptava amb una població de 29.304 habitants. Limita al nord amb el districte de Chicualacuala, a l'est amb els districtes de Mabalane i Chókwè, al sud amb el districte de Magude de la província de Maputo i a l'oest amb la província de Limpopo.

## Divisió administrativa
El districte està dividit en tres postos administrativos (Massingir, Mavodze i Zulo), compostos per les següents localitats:
- Posto Administrativo de Massingir
  - Ringane
  - Tihovene
- Posto Administrativo de Mavodze
  - Chibotane
  - Machamsa
  - Mavodze
- Posto Administrativo de Zulo:
  - Chissenguele
  - Chitar
  - Zulo